# Prix littéraire Québec-France Marie-Claire-Blais
Le prix littéraire Québec-France Marie-Claire Blais est un prix littéraire remis annuellement à un écrivain français pour son premier roman. Il a comme objectif de faire connaître de nouveaux auteurs français aux Québécois. Le prix a été fondé en 2002 par l’Association Québec-France et il est remis en collaboration avec le Consulat général de France à Québec. Ce prix a été décerné pour la première fois en 2005. La première cérémonie de remise du prix a eu lieu au Théâtre des Deux rives à Saint-Jean-sur-Richelieu.
Ce prix est l’homologue québécois du prix littéraire France-Québec qui récompense annuellement, depuis 1998, un auteur québécois.

## Processus de sélection
La première sélection se fait par le Festival du premier roman de Laval en Mayenne. Un jury de présélection québécois retient ensuite trois romans, lesquels sont transmis aux régionales de l'Association Québec-France participantes et qui se sont dotées d’un comité de lecture. Le lauréat est désigné par le vote de chacune des régionales (un vote par régionale). En collaboration avec l’Association Québec-France, le récipiendaire entreprend une tournée dans les régionales québécoises.

## Liste des lauréats
| Année |  | Auteur(e)               | Titre                            | Éditeur (Xe fois)  |
| ----- |  | ----------------------- | -------------------------------- | ------------------ |
| 2005  |  | Jean-Philippe Blondel   | Accès direct à la plage          | Delphine Montalant |
| 2006  |  | Catherine Locandro      | Clara la nuit                    | Gallimard          |
| 2007  |  | Stéphane Audeguy        | La Théorie des nuages            | Gallimard (2)      |
| 2008  |  | Jérôme Tonnerre         | L'Atlantique sud                 | Grasset            |
| 2009  |  | Frédéric Brun           | Perla                            | Stock              |
| 2010  |  | Marc Lepape             | Vasilsca                         | Galaade            |
| 2011  |  | Liliana Lazar           | Terre des affranchis             | Gaïa               |
| 2012  |  | Véronique Bizot         | Mon couronnement                 | Actes Sud          |
| 2013  |  | Éric Sommier            | Dix                              | Gallimard (3)      |
| 2014  |  | François Garde          | Ce qu'il advint du sauvage blanc | Gallimard (4)      |
| 2015  |  | Alexandre Postel        | Un homme effacé                  | Gallimard (5)      |
| 2016  |  | Gautier Battistella     | Un jeune homme prometteur        | Grasset (2)        |
| 2017  |  | Parisa Reza             | Les Jardins de consolation       | Gallimard (6)      |
| 2018  |  | Guy Boley               | Fils du feu                      | Grasset (3)        |
| 2019  |  | Catherine Gucher        | Transcolorado                    | Gaïa (2)           |
| 2020  |  | Pauline Delabroy-Allard | Ça raconte Sarah                 | Minuit             |
| 2021  |  | David Zukerman          | San Perdido                      | Calmann-Lévy       |
| 2022  |  | Salomé Berlemont-Gilles | Le premier qui tombera           | Grasset (4)        |
| 2023  |  | Caroline Hinault        | Solak                            | Rouergue           |